# Ферес (Альбасете)
Ферес (ісп. Férez) — муніципалітет в Іспанії, у складі автономної спільноти Кастилія-Ла-Манча, у провінції Альбасете. Населення — 755 осіб (2010).
Муніципалітет розташований на відстані близько 270 км на південний схід від Мадрида, 75 км на південь від Альбасете.

## Демографія
Динаміка населення (INE ):

## Галерея зображень

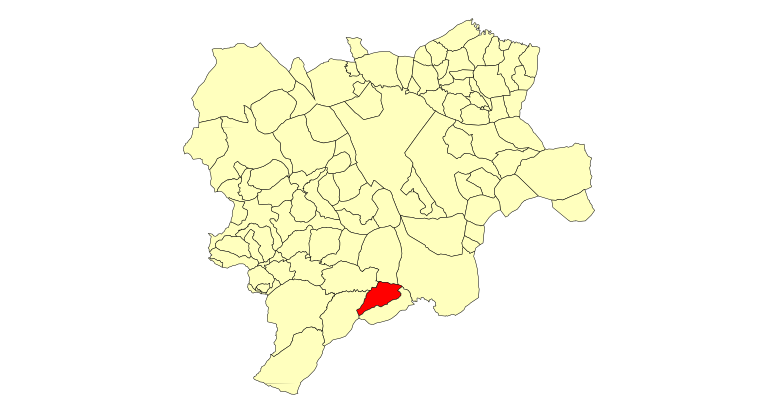
Розташування муніципалітету у провінції Альбасете
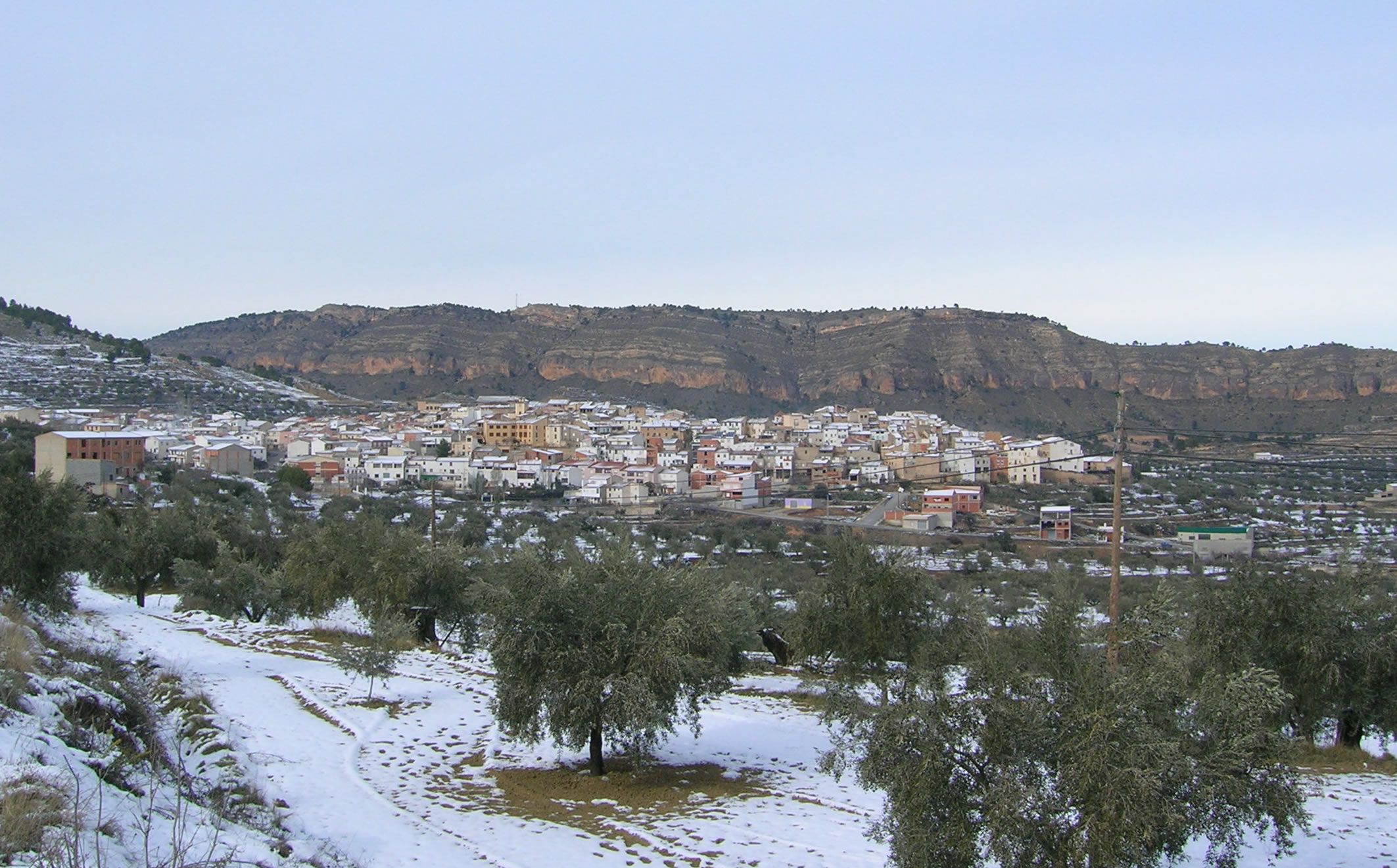
Панорама